# Euxoa chimoensis
Euxoa chimoensis là một loài bướm đêm thuộc họ Noctuidae. Nó được tìm thấy ở Quebec và Labrador. Nó là loài duy nhất được tìm thấy ở three specimens. It is considered rare, but there là một possibility it is not rare in the coastal miền đông arctic.
It is sometimes treated as a subspecies của Euxoa macleani.
Con trưởng thành bay vào tháng 7.
The larvae probably eat leaves, và are probably polyphagous.